# Doleni
Doleni (în bulgară Долени) este un sat în Obștina Sandanski, Regiunea Blagoevgrad, Bulgaria.

## Demografie
Componența etnică a satului Doleni
     Nicio identificare (100%)
     Altele (0%)
La recensământul din 2011, populația satului Doleni era de 3 locuitori. . Pentru 100,0% din locuitori nu este cunoscută apartenența etnică.